# Peti križarski rat
Peti križarski rat (1217. – 1222.) je bio pokušaj da se ponovno osvoji Jeruzalem i ostatak Svete Zemlje uz prethodno pokoravanje snažne Ejubidske države u Egiptu. 

## Pripreme
Pohod je već bio potaknut bulom Quia maior pape Inocenta III. 1213. godine, kao i na Četvrtom lateranskom saboru 1215., a pripreme za pohod su počele 1217. godine.  
Kako bi se osigurala sredstva neophodna za ovaj kolosalni poduhvat, papa Honorije III. i kardinali su obećali dati desetinu, a ostali kler dvadesetinu svog trogodišnjeg prihoda. Iako je skupljena svota bila pozamašna, nije bio dovoljan za cjelokupan pohod. Pohod je postao izvjesniji kada je papa okrunio Pierrea de Courtenaya u travnju 1217. godine za latinskog cara u Carigradu; ali nedugo nakon toga Car je bio zarobljen na svom putu ka istoku i preminuo je u zatočeništvu. 
Honorije III. Je bio svjestan kako je u Europi ostao samo jedan kralj dovoljno moćan da povrati Svetu Zemlju, njegov bivši učenik Fridrik II. Kao i mnogi drugi vladari, Fridrik II. je prisegnuo da će se uputiti u Svetu zemlju 1217. godine, ali je to vješto odugovlačio.

## Pohod
Većina europskih vladara su već bili u nekim sukobima i nisu mogli napustiti svoje zemlje na duže vrijeme. Andrija II. Madžarski, Leopold VI. Austrijski i, nešto kasnije, križarska flota s područja donje Rajne se napokon uputila u Akru (20.000 vitezova i 12.000 garnizona, najveća križarska vojska do tada). Tu su im se pridružili Ivan od Briennea, kralj Jeruzalemskog kraljevstva, Hugo I. Ciparski, i Princ Bohemud IV. Antiohijski kako bi se borili protiv Ejubida u Siriji. 
U Jeruzalemu, muslimani su porušili zidine i napustili grad. Kršćani nisu vidjeli svrhe osvajati grad koji poslije neće moći braniti, pa su se Andrija II., Bohemund, i Hugo vratili svojim domovima 1218. godine.
Kasnije, te iste godine, Oliver iz Kölna (sa svojom njemačkom vojskom) i holandski vojvoda Vilim I. (s mješovitom vojskom Nizozemaca, Flamanaca i Frizijaca) pregovarali su s Leopoldom i Ivanom o napadu na Damiettu u Egiptu. Da bi ostvarili ovaj napad, sklopili su savezništvo s Kejkavusom I. , seldžučkim vladarom sultanata Rum u Anatoliji, koji je napao Ejubide u Siriji i tako oslobodio križare od bitke na dva fronta. 

### Opsada Damiette
U lipnju 1218. godine, križari su započeli opsjedati Damietu i unatoč dobrom otporu iznenađenog sultana t Al-Adila, vanjski tornjevi su osvojeni 25. kolovoza. Sam grad nije bio osvojen, te su se križari sljedećih mjeseci suočili i s brojnim epidemijama koje su pokosile mnoge; između ostalih i Roberta od Courcona, ali i sultana Al-Adila kojeg je naslijedio Al-Kamil. 
U međuvremenu, 1219., papa Honorije III. je poslao svog legata Pelagija od Albana da bude vođa križara. Al-Kamil je, u želji da ostvari mir s križarima, ponudio Damiettu za Jeruzalem. Pelagije je odriješito odbio ponudu i time se zavadio s križarima. Vojvoda Vilim I. Holandski je odmah napustio pohod i otplovio doma. U kolovozu ili listopadu Sveti Franjo Asiški je posjetio križare i čak prešao s druge strane da propovijeda sultanu Al-Kamilu. Na kraju su križari iscrpili sultanove snage i u studenom su zauzeli cijelu luku. 
Odmah po osvajanju grada 1220. godine, papinska vojska se sukobila s Ivanom od Brienne u svađi tko će upravljati gradom. Naime, u travnju 1220., Fridrik II. je izabran za cara i 22. studenog 1220. godine u Rimu je okrunjen za cara Svetog Rimskog Carstva. Pelagije je vjerovao kako dolazi svježa vojska Fridrika II. i nije odustao od zahtjeva da on vlada gradom. Ivan se kasnije iste godine vratio u Akru, a Fridrik II. nikada nije došao.

### Pohod na Kairo
Naposljetku, nakon godinu dana neaktivnosti u Siriji i Egiptu (vrijeme za koje su mogli poraziti neprijatelja), Ivan od Brienne se vratio i u srpnju 1221. godine poveo je križare na jug prema Kairu. Ali sada se Al-Kamil ujedinio s Ejubidima iz Sirije koji su porazili Kejkavusa I. i pohod na Kairo je doživio strašan neuspjeh. Rijeka Nil se poplavila prije vremena usporavajući križarsko napredovanje, a suhi kanal preko kojega su križari prethodno prešli bio je poplavljen, te se nisu mogli vratiti. U stupici i sa zalihama koje su brzo nestajale, doživjeli su i iznenadni noćni napad Al-Kamila u kojemu je izgubljeno mnogo križara, te se Pelagijeva vojska morala predati (8. listopada, 1221.). 
Uvjeti predaje bili su vraćanje Damiete Al-Khamilu uz obećanje sultana na osmogodišnji mir s Europljanima i povratak dijelova Pravog Križa (kojeg, kako je kasnije utvrđeno, Al-Khamil nije niti posjedovao).
Propast križarskog pohoda prouzrokovao je i značajne anti-papinske prosvjede poput one Oksitanskog pjesnika Figueira iz južne Francuske.

## Ponovni planovi i neuspjeh
Konačno je ustanovljen datum polaska Fridrika II. za Svetu Zemlju: 24. lipnja 1225. godine. Honorije III. je došao i na ideju kako učvrstiti ovaj plan tako što je vjerio Fridrika II. za nasljednicu Jeruzalemskog kraljevstva, kraljicu Izabelu. No, zbog odugovlačenja pregovora oko Sporazuma San Germano (vezano za Katare u južnoj Francuskoj), u lipnju 1225.,  pohod je odgođen za još dvije godine.
Fridrik II. se sada ozbiljno pripremao za križarski pohod kada je usred svega preminuo papa Honorije III. Njegov nasljednik, papa Grgur IX. je trebao insistirati na provedbi njegovih planova, no papa Honorije III. je previše toga zacrtao za svog nasljednika: pored oslobađanja Svete Zemlje planirao je potisnuti katarsku herezu u južnoj Francuskoj, podržati rekonkvistu u Španjolskoj, širenje kršćanstva u zemljama uz Baltičko more, ali i skoro nemogući opstanak Latinskog Carstva u Carigradu. Kako je papi bilo najvažnije ukloniti herezu u južnoj Francuskoj, potvrdio je francuskoj kraljevskoj kući sa Simonom de Montfortom na čelu posjed nad zemljama Raymonda IV. Tu su se papa, ali i francuski kralj Luj VIII., oglušili na zahtjeve Fridrika II. za posjedom grada Avignona koji je smatrao svojim posjedom, te je on odbio poslušnost i zanemario svoje obećanje za križarskim pohodom.

## Poveznice
- Križarski ratovi